# ژان لوئیس لکا
ژان لوئیس لکا (انگلیسی: Jean-Louis Leca؛ زادهٔ ۲۱ سپتامبر ۱۹۸۵) بازیکن فوتبال اهل فرانسه است.
از باشگاه‌هایی که در آن بازی کرده‌است می‌توان به باشگاه فوتبال باستیا و باشگاه فوتبال والنسین اشاره کرد.
وی همچنین در تیم ملی فوتبال Corsica بازی کرده‌است.